# Stirling Albion FC
Stirling Albion är en skotsk fotbollsklubb från Stirling. Den bildades 1945 efter att den tidigare Stirling-klubben King's Park lagts ned. De spelar sina hemmamatcher  på Forthbank Stadium.
Klubben blev medlemmar av Scottish Football League 1946. Efter säsongen 1948/1949 blev de första gången uppflyttade till högsta divisionen. Klubben flyttades ett flertal gånger upp och ned mellan första och andra divisionen under hela 1950- och 1960-talen. 1958/1959 nådde de 12:e plats i högsta divisionen vilket är deras bästa placering någonsin, men året därpå åkte de ur första divisionen igen. 1962 gick de för första och hittills enda gången till semifinal i skotska cupen. Under 2000-talet har klubben som bäst spelat i tredje divisionen Scottish League One.